# Гептасульфид пентапразеодима
Гептасульфид пентапразеодима — бинарное неорганическое соединение,
соль празеодима и сероводородной кислоты
с формулой Pr5S7,
кристаллы.

## Получение
- Сплавление стехиометрических количеств чистых веществ:

{\displaystyle {\mathsf {5Pr+7S\ {\xrightarrow {1100^{o}C}}\ Pr_{5}S_{7}}}}

## Физические свойства
Гептасульфид пентапразеодима образует кристаллы
тетрагональной сингонии,
пространственная группа I 41/acd,
параметры ячейки a = 1,510 нм, c = 2,005 нм, Z = 16

.
Имеет область гомогенности Pr4,8÷5S7.